# Цераська Лідія Петрівна
Лідія Петрівна Цераська (рос. Лидия Петровна Цераская; 23 червня 1855 — 22 грудня 1931) — радянський астроном.
Родилася в Астрахані.  У 1875 закінчила Жіночі педагогічні курси в Петербурзі.  Потім до 1916 викладала французьку мову в різних навчальних закладах Москви.  У 1898 спільно з чоловіком Вітольдом Цераським приступила до роботи з пошуку нових змінних зірок на фотопластинках, зібраних в Московській обсерваторії.  З цього часу її ім'я тісно пов'язане з історією Московської обсерваторії, яка згодом увійшла до складу Державного астрономічного інституту імені Павла Штернберга.  Відкрила 219 змінних зірок, віддавши цій справі чверть століття самовідданої праці. 
Премія Російського астрономічного товариства (1908).

## Вшанування пам'яті
На честь Лідії Цераської названо кратер на Венері.